# Nartheciaceae
Las Narteciáceas (nombre científico Nartheciaceae) son una familia de plantas monocotiledóneas distribuidas en las zonas templadas del Hemisferio Norte. La mayoría pueden ser reconocidas por sus hojas isobifaciales y equitantes, y sus inflorescencias racimosas con brácteas. Sus flores son pequeñas, más bien indistinguidas, típicas de las monocotiledóneas, y tienen tépalos en parte libres que luego de que la flor se marchita persisten bajo el fruto, que es una cápsula. La familia fue reconocida por sistemas de clasificación modernos como el sistema de clasificación APG III (2009) y el APWeb (2001 en adelante), ya que los análisis moleculares de ADN hechos a partir del 2000 la reconocen como monofilética y hermana del clado (Burmanniaceae + Dioscoreaceae). Nartheciaceae es relativamente pobremente estudiada.

## Filogenia
Introducción teórica en Filogenia
La autotrófica Nartheciaceae no fue incluida en Dioscoreales por Chase et al.(1993, 1995a, 1995b), pero análisis más recientes la ubicaron consistentemente como hermana del clado de (Burmanniaceae + Dioscoreaceae) (Chase et al. 2000, Caddick et al. 2002a), si bien no fue con un "bootstrap support" mayor al 70% hasta que un análisis de 7 genes lo ubicó ahí con un "bootstrap support" del 99%. También ubican a Nartheciaceae en Dioscoreales Tamura et al. 2004 (con 97% "bootstrap", buen muestreo de Nartheciaceae, pero del resto sólo Dioscorea y Tacca, y 3 miembros de Pandanales), y también Janssen y Bremer 2004 (un solo gen, pero muy buen muestreo), Chase et al. 2006, Givnish et al. 2006, ver también Goldblatt 1995. Sin embargo, Davis et al. (2004)encontraron a Nartheciaceae asociada con Pandanales, si bien su apoyo fue débil (menor al 70 %) y les falta la deleción de 6 pares de bases en el gen atpA, que poseen muchos miembros de ese clado. Nartheciaceae es una familia pequeña (4 o 5 géneros) que se desvía en morfología de los patrones generales encontrados en las otras dos familias de su clado casi hermano (Burmanniaceae + Dioscoreaceae), pero comparte con ellas un perianto persistente en el fruto, como ciertos caracteres micromorfológicos (por ejemplo un exotegmen taninífero y un embrión corto).

## Taxonomía
Introducción teórica en Taxonomía
La familia fue reconocida por el APG III (2009), el Linear APG III (2009) le asignó el número de familia 44. La familia ya había sido reconocida por el APG II (2003).
El género más representado es Aletris, con 30 especies.
Los géneros, conjuntamente con su publicación válida, distribución y número de especies se listan a continuación (según Royal Botanic Gardens, Kew):
- Aletris L., Sp. Pl.: 319 (1753). China a Japón y el oeste de Malasia, este de Canadá a este de U.S.A., Bahamas.
- Lophiola Ker Gawl., Bot. Mag. 39: t. 1596 (1813). E. Canadá a E. U.S.A.
- Metanarthecium Maxim., Bull. Acad. Imp. Sci. Saint-Pétersbourg 11: 438 (1867). Islas Kuril a Japón, Corea.
- Narthecium Huds., Fl. Angl.: 127 (1762), nom. cons. Europa al Cáucaso, Japón, Oeste y este de U.S.A.
- Nietneria Klotzsch ex Benth. in G.Bentham & J.D.Hooker, Gen. Pl. 3: 825 (1883). Sudeste de Venezuela al oeste de Guyana y norte de Brasil.